# Evolvulus fuscus
Evolvulus fuscus är en vindeväxtart som beskrevs av Carl Daniel Friedrich Meisner. Evolvulus fuscus ingår i släktet Evolvulus och familjen vindeväxter. Inga underarter finns listade i Catalogue of Life.